# Трикутник (сузір'я)

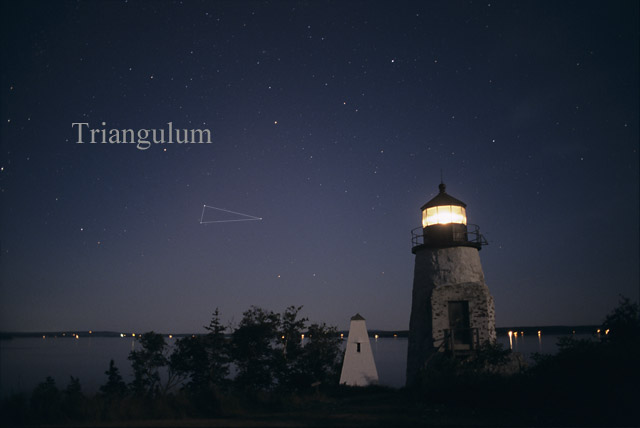
Трикутник неозброєним оком.

Трику́тник (лат. Triangulum)— сузір'я північної півкулі зоряного неба. Містить 25 зір, видимих неозброєним оком. Найкращі умови видимості у грудні-січні.
Є одним із 48 сузір'їв, описаних Клавдієм Птолемеєм у зоряному каталозі «Альмагест».

## Зорі
Три найяскравіші зорі сузір'я утворюють на небі витягнутий трикутник. β Трикутника — найякравіша зоря сузір'я, білий гігант 3 m.
В 2018 році астрономи, за допомогою обсерваторії Кека, розташованої на вершині вулкана Мауна-Кеа на Гаваях, вперше виявили в сузірʼї Трикутника зірку, яка отримала назву WR 124. Тоді вона мала три лінії випромінювання. Однак, під час подальших спостережень, у 2022 році, зірка WR 124 продемонструвала ще одну лінію випромінювання. Нині WR 124 наближається до кінця свого 10-мільйонного життєвого циклу і новий сигнал вказує на те, що зірка, маса якої в 25 разів перевищує масу Сонця, незабаром вибухне і перетвориться на наднову типу І.

## Значимі об'єкти
У сузір'ї розташована Галактика Трикутника (Мессьє 33), третя за величиною галактика місцевої групи.
Також у Трикутнику міститься декілька неяскравих галактик каталогу NGC. Найбільша з них — спіральна галактика NGC 925.